# Суми
Суми (на украински: Суми) е град в Северна Украйна, административен център на Сумска област. Пощенските му кодове са в диапазона 40000 – 40035.
Има площ от 145 км² и население от 283 700 жители към 2004 г.

## История
Суми е основан през 1655 г. на брега на река Псел (ляв приток на река Днепър) като казашка крепост. Бил е предназначен да защитава Слободска Украйна от атаките на кримските татари. По-късно Суми се превръща във важен икономически център.
При германската окупация на тогаващния Съюз на съветските социалистически държави (СССР) по време на Втората световна война градът понася тежки поражения. След края на войната се налага повторно изграждане на разрушените части от града.

## Побратимени градове
- Враца, България
- Гожов Великополски, Полша
- Замошч, Полша
- Люблин, Полша
- Целе, Германия